# صخيرة (غرناطة)
صُخَيرة هي بلدة أو قرية في مقاطعة غرناطة في إسبانيا.